# Rennes-sur-Loue
Rennes-sur-Loue település Franciaországban, Doubs megyében. Lakosainak száma 107 fő (2022. január 1.). Rennes-sur-Loue Chay, Grange-de-Vaivre, Buffard, By, La Chapelle-sur-Furieuse és Port-Lesney községekkel határos.

## Népesség
A település népessége az elmúlt években az alábbi módon változott:
| Lakosok száma | 81   | 75   | 94   | 93   | 88   | 95   | 104  | 109  | 108  | 107  |
|               | 1968 | 1982 | 1990 | 2006 | 2013 | 2015 | 2017 | 2019 | 2020 | 2022 |